# Lo Chambon (Gard)
Lo Chambon (en francès Chambon) és un municipi francès situat al departament del Gard i a la regió d'Occitània.